# Booker T. Jones
Booker T. Jones (Memphis, 1944. november 12. –) amerikai zenész, dalszerző, hangszerelő. A Booker T. & the M.G.’s együttes zenésze. Grammy-életműdíjas.

## Pályafutása
Jones már gyerekkorában oboán, szaxofonon, harsonán és zongorán is játszott. Tizenhatévesen baritonszaxofonozott a Satellite Recordsnál. Ezidőben ismerkedett meg Steve Cropperrel és a Booker T. & the M.G.’s együttes tagja lett, amikor az 1962-ben megalakult.
1970-ben Kaliforniába költözött.
Három albumot készített akkori feleségével, Priscilla Coolidge-al Booker T. & Priscilla néven, és szólóelőadóként is sikeres volt az 1981-es I Want You című dallal. Ő készítette Bill Withers „Just as I Am” című debütáló albumát és Willie Nelson „Stardust” című albumát is.
Ray Charlesszal, Neil Younggal és Natalie Merchanttal is szerepelt. Jones 1992-ben bekerült a Rock and Roll Hall of Fame-be, és a Booker T. & the M.G.’s-vel együtt 2007. február 11-én Grammy-díjat kapott életműért.
2009-ben jelent meg „Potato Hole” című szólóalbuma, amivel először került fel az amerikai slágerlistákra a The MG's vagy Priscilla Coolidge nélkül. 2009-ben Jones egy amerikai punk-rock bandával, a Ranciddal is együttműködött, ahol Hammond B3 orgonán játszotta az „Up to No Good” című dalt.
Volt feleségét, Priscilla Coolidge-ot férje, Michael Seibert agyonlőtte 2014-ben, és ezután öngyilkos lett.

## Albumok
- Evergreen (1974)
- Try and Love Again (1978)
- The Best of You (1980)
- I Want You (1981)
- Runaway (1989)
- Potato Hole (2009)
- The Road from Memphis (2011)
- Sound the Alarm (2013)
- Note by Note (2019)

## Filmek
- Booker T. Jones az IMDb-n

## Díjak
- 2012: Americana Lifetime Achievement Award for Instrumentalist
- Grammy-díjak: 1994, 2009, 2011
- https://honorsandawards.iu.edu/awards/honoree/47.html